# Мокша (Торбеєвський район)
Мокша́ (рос. Мокша, ерз. Мокша) — селище у складі Торбеєвського району Мордовії, Росія. Входить до складу Хілковського сільського поселення.
Населення — 9 осіб (2010; 14 у 2002).
Національний склад станом на 2002 рік:
- мокша — 93 %